# Jason Miller
John Anthony Miller, Jr. (Queens, Nueva York, 22 de abril de 1939-Scranton, Pensilvania, 13 de mayo de 2001), conocido como Jason Miller, fue un actor y dramaturgo estadounidense, famoso por su obra teatral That Championship Season y por el papel como el padre Damien Karras en la película El exorcista, de 1973. 
Su obra That Championship Season ganó los premios Tony, NY Drama Critics Circle Award en 1972 y el Pulitzer por el Drama en 1973. Siempre activo como actor y dramaturgo, volvió a interpretar al padre Karras en El exorcista III en 1990. Su hijo Jason Patric también es actor.
Jason Miller falleció el 13 de mayo de 2001 debido a un infarto cardíaco.

## Papel enEl exorcista
En su rol del padre Damien Karras, interpretó a un sacerdote melancólico, con un gran conflicto interno debido a una crisis de fe y angustiado por la muerte de su madre, de la que se sentía culpable. En medio de este clima personal, la realidad de la posesión diabólica se le planteó como una dura prueba para sus creencias, cuyo desenlace final nos permite pensar en la definitiva redención de su personaje.  Su interpretación fue sin dudas brillante y aclamada. El papel le valió una nominación al Óscar como mejor actor de reparto.

## Filmografía
| Año  | Película                          | Personaje                        | Notas                                                                                       |
| ---- | --------------------------------- | -------------------------------- | ------------------------------------------------------------------------------------------- |
| 1973 | The Exorcist                      | Padre Damien Karras              | Nominación — Premio de la Academia para el mejor actor secundario                           |
| 1974 | The Nickel Ride                   | Cooper                           |                                                                                             |
| 1975 | A Home of Our Own                 | Padre William Wasson             | Telefilm                                                                                    |
| 1976 | F. Scott Fitzgerald in Hollywood  | F. Scott Fitzgerald              | Telefilm                                                                                    |
| 1977 | El perro                          | Arístides Ungría                 | conocida también como A Dog Called... Vengeance                                             |
| 1977 | El abogado del diablo             | Dr. Meyer                        |                                                                                             |
| 1978 | The Dain Curse                    | Owen Fitzstephan                 | Miniserie                                                                                   |
| 1979 | Vampire                           | John Rawlins                     | Telefilm                                                                                    |
| 1980 | Marilyn: The Untold Story         | Arthur Miller                    | Telefilm                                                                                    |
| 1980 | The Ninth Configuration           | Teniente Frankie Reno            | conocida también como Twinkle, Twinkle, Killer Kane                                         |
| 1980 | The Henderson Monster             | Dr. Tom Henderson                | Telefilm                                                                                    |
| 1981 | The Best Little Girl in the World | Clay Orlovsky                    | Telefilm                                                                                    |
| 1982 | That Championship Season          |                                  | Director y guionista, sobre su obra teatral Nominado al Oso de Oro en el Festival de Berlín |
| 1982 | Monsignor                         | Don Vito Appolini                |                                                                                             |
| 1984 | A Touch of Scandal                | Garrett Locke                    | TV                                                                                          |
| 1984 | Toy Soldiers                      | Sargento                         |                                                                                             |
| 1984 | Terror in the Aisles              |                                  | Metraje de archivo                                                                          |
| 1987 | Deadly Care                       | Dr. Miles Keefer                 | Telefilm                                                                                    |
| 1987 | Light of Day                      | Benjamin Rasnick                 |                                                                                             |
| 1990 | The Exorcist III                  | Paciente X / Padre Damien Karras |                                                                                             |
| 1992 | Small Kill                        | Mikie                            |                                                                                             |
| 1993 | Rudy                              | Ara Parseghian                   |                                                                                             |
| 1995 | Mommy                             | Teniente March                   |                                                                                             |
| 1995 | Murdered Innocence                | Detective Rollins                |                                                                                             |
| 1998 | Trance                            | El doctor                        | conocida también como The Eternal                                                           |
| 1999 | That Championship Season          |                                  | Telefilm Guion sobre su propia obra teatral                                                 |
| 2000 | Slice                             |                                  |                                                                                             |
| 2002 | Paradox Lake                      |                                  | Post mortem                                                                                 |
| 2003 | Finding Home                      | Lester Bownlow                   | Post mortem                                                                                 |

## Premios y distinciones
Premios Óscar
| Año  | Categoría              | Película     | Resultado |
| ---- | ---------------------- | ------------ | --------- |
| 1974 | Mejor actor de reparto | El exorcista | Nominado  |